# 高詩雅
高詩雅，CMG（英語：Douglas James Smyth Crozier，1908年3月20日—1976年11月17日）是一名英國教師，亦是香港1950年至1961年間的教育司。

## 生平
高詩雅於1908年3月20日在北愛爾蘭巴利纳马勒德（Ballinamallard）出生，並於1930年代到達香港，成為政府教育司署一名歷史教師，執教英皇書院。他是香港教師會的創會成員。二戰時，他是香港義勇軍中第二炮兵連的隊長，並於1941年聖誕節的香港保衛戰赤柱一役中被日本人俘虜，作為戰俘被囚於亞皆老街一個營地4年，後被運到深水埗軍營。
戰後，高詩雅成了香港教師會刊物的編輯。1950年被任命成為香港的教育司至1961年4月，因而成為香港立法局中的官守議員。他亦為香港大學校委會成員。1956年，他成為了行政局中的官守成員。
任教育司期間，教育司署負責設立官立文商專科夜校、葛量洪師範學院、新的工業學院（即香港理工大學前身）；推動小學擴建計畫（「七年計畫」），進一步鞏固津貼學校
的地位。高詩雅鑑於就學人口眾多，遂提議向辦學團體提供免費校地、免息借貸、以及補貼建築與創校成本，提議在 1954 年底獲批准通過。
1958年《教育條例》修訂後，教育司對任免教職人員有更大權力。高詩雅用此例以拒絕四名中共建政後接受彼等教師培訓的老師註冊，後來，培僑中學校長杜伯奎因堅持聘用兩名來自中國、繼而被教育司署拒絕註冊的老師，被當局認為是公然挑戰政府，結果被取消校長資格，甚至被遞解出境。
1961年1月，港府宣布高氏4月起休假，退休回英。

## 榮譽
1957年，為嘉獎高詩雅對香港教育制度發展的貢獻，英女皇向他頒發聖米迦勒及聖喬治勳章1961年，他獲香港大學頒授榮譽學位
高詩雅曾參與有關香港中文大學的構想及初期籌劃工作。但大學正式成立之日，卻不在港，一直引以為憾。1969年5月12日，他應邀回港接受中文大學榮譽博士學位典禮。另外英皇佐治五世學校的Crozier House亦以高詩雅命名。
1976年11月17日，高詩雅於北愛爾蘭坦德拉吉（Tandragee）逝世，享年68歲。

## 個人生活
高詩雅在倫敦大學學院認識其妻Ann，是名倫敦本地人，當時他們同修讀教育。育有兩名兒女Julian和Corin。